# Fulfillment
A fulfillment szó manapság leginkább a logisztika témaköréhez köthető. A fulfillment center vagy fulfillment szolgáltató egy olyan logisztikai vállalat, amely átveszi a webáruház-tulajdonosoktól és egyéb online kereskedelemmel foglalkozó vállalatoktól a teljes logisztikai folyamatokat, ezáltal kiszervezésre kerül az értékesített termékek raktározása, csomagolása, kiszállítása és sok esetben a számlázása is.

## A fulfillment működése
A fulfillment cégek szoftverei általában összeköttetésben állnak a webáruházak motorjával vagy az online értékesítést végző vállalkozások CRM rendszerével, így élőben látják az értékesítéseket, melyeket akár azonnal tudnak teljesíteni.
A fulfillment szolgáltatás nagyban megkönnyíti az online kereskedelmi vállalkozások életét, hisz az e-kereskedelemben a logisztika az egyik legösszetettebb és legtöbb hibalehetőséget rejtő terület, mindazonáltal a cégek fix költségének a jelentős részét teszi ki. Így a fulfillment szolgáltatást választó webáruházak jelentős fix költségtől mentesülnek, nem kell raktárat bérelniük, csomagoló alkalmazottakat és azok járulékait fizetniük, tehát az erre szánt összeget a növekedésre, marketingre fordíthatják. Mindebből adódóan a versenyképességük jelentősen megnő a konkurens társaikhoz képest és a növekedésük skálázhatóvá válik, hisz könnyen kalkulálható formában, a kiküldött csomagok számának arányában fizetnek a logisztikáért.

## A fulfillment szó jelentése magyarul
A fulfillment szónak magyar megfelelője egyelőre nem nagyon létezik. Leginkább a bérraktározást, bércsomagolást és kiszervezett rendelés teljesítés kifejezéseket szokták használni.

## Jelentősebb fulfillment szolgáltatók Magyarországon és külföldön
A fulfillmentnek Amerikában, illetve a nyugat-európai országokban már nagy múltja van, Magyarországon csak nemrég jelentek meg a komplex megoldásokat szolgáltató vállalatok. Az egyik legrégebbi és legismertebb amerikai fulfillment szolgáltatást nyújtó vállalat az Amazon, több millió rendelést teljesít évente, hozzá hasonló szolgáltatást nyújt a Shipbob és számos más kisebb cég.
A legjelentősebb fulfillment szolgáltatók Magyarországon a Boxy, a Complexpress, az iLogistic és a Webshippy.